# Aluligera alpina
Aluligera alpina är en tvåvingeart som beskrevs av Richards 1966. Aluligera alpina ingår i släktet Aluligera och familjen hoppflugor.
Artens utbredningsområde är Uganda. Inga underarter finns listade i Catalogue of Life.